# Nomada bicellula
Nomada bicellula là một loài Hymenoptera trong họ Apidae. Loài này được Schwarz mô tả khoa học năm 1990.